# مزرعه لهراسب شهبازی
مزرعه لهراسب شهبازی یک منطقهٔ مسکونی در ایران است که در دهستان احمدآباد (فیروزآباد) واقع شده‌است.